# Onda Madrid
Onda Madrid est une station de radio publique espagnole appartenant au groupe Ente Público RadioTelevisión Madrid, entreprise de radio-télévision dépendant du gouvernement autonome de la Communauté de Madrid. Elle est affiliée à la fédération des organismes de radio et de télévision des autonomies, une association professionnelle regroupant les principales chaînes de radio et de télévision régionales publiques du pays.

## Présentation

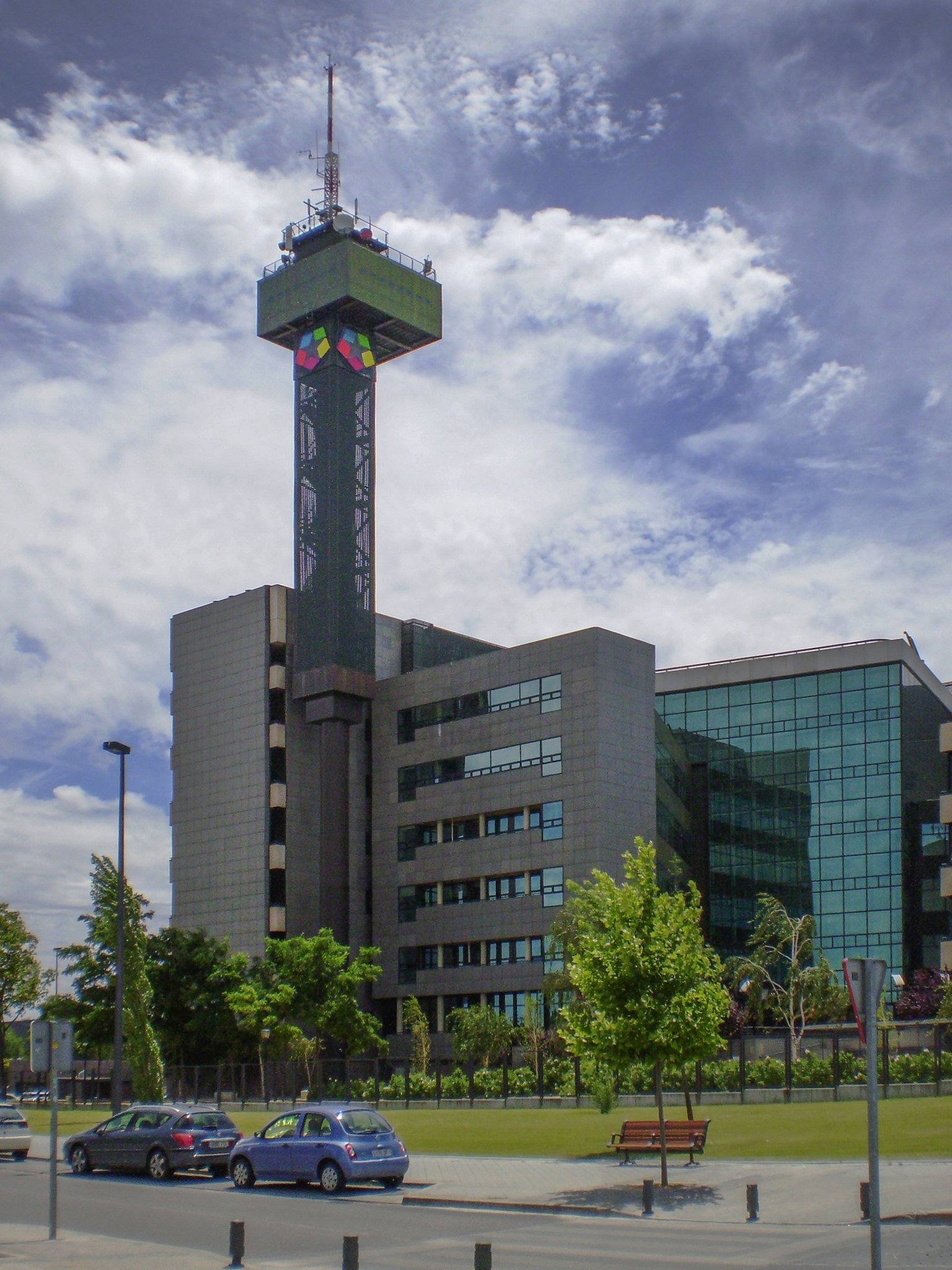
Le siège de Onda Madrid et de Telemadrid, à la Cité de l'Image de Pozuelo de Alarcón

Onda Madrid est une station de format « généraliste » centrée sur l'information et la vie dans la capitale espagnole. Lancée le 19 février 1985, elle est à l'origine en grande partie consacrée à la musique, mais ne rencontre qu'un succès très mitigé : un an après son lancement, en 1986, elle n'est écoutée que par 21 000 personnes, en faisant la radio la moins populaire de la capitale. En 1988, les pertes de la station atteignent les 700 millions de pesetas. En réaction, la direction décide de changer de formule, et d'introduire de nombreux magazines, une plus grande part d'information et de divertissements à sa grille des programmes. Des émissions telles que « Madrid se mueve » ou « Madrid, Madrid » innovent en donnant la parole aux auditeurs de la station. En 1997, à l'occasion du transfert de ses installations vers son nouveau siège de la Cité de l'Image, à Pozuelo de Alarcón, Onda Madrid tente de changer sa présentation. Elle prend le nom de Telemadrid Radio, en référence à la chaîne de télévision du groupe, Telemadrid, mais cette nouvelle dénomination ne parvient pas à s'imposer.
En 2004, la station change de nouveau de formule, et introduit une nouvelle grille des programmes se voulant plus proche des auditeurs, et plus conforme à sa mission de service public. L'actualité s'en trouve renforcée, et est présente à l'antenne au travers de bulletins d'informations réguliers, et surtout du programme « Hoy en Madrid ». De 8 heures à 10 heures, « Hoy en Madrid Matinal », présenté par Nieves Ortiz, enchaîne flashs infos, revues de presse, débats, reportages et rubriques pratiques (météo, état du trafic routier, des transports en commun). De 10 heures à 13 heures, Gloria García Talavera prend le relais pour « Hoy en Madrid Mañana ». Le sport est également présent à l'antenne à travers les magazines « El partido de la una », « En juego » ou encore « Madrid al Tanto ». Enfin, la musique reste présente à travers le magazine « La Batuta Mágica » et le programme nocturne (de minuit à 6 heures du matin) « Onda Madrid Música ».
Onda Madrid dispose d'un réseau d'émetteurs en modulation de fréquence (FM) lui permettant de couvrir l'ensemble de la Communauté de Madrid. Elle est diffusée sur la TDT (télévision numérique terrestre espagnole) et peut également être écoutée dans le monde entier par internet.

## Fréquences
- Madrid : 101.3
- Navacerrada : 106.0

### Sources
- (es) Cet article est partiellement ou en totalité issu de l’article de Wikipédia en espagnol intitulé « Onda Madrid » (voir la liste des auteurs).